# Masters de Hamburgo 1992
El Abierto de Hamburgo de 1992 fue un torneo de tenis jugado sobre tierra batida, que fue parte de las Masters Series. Tuvo lugar en Hamburgo, Alemania, desde el 4 de mayo hasta el 11 de mayo de 1992.

## Campeones

### Individuales
Stefan Edberg vence a  Michael Stich, 5–7, 6–4, 6–1

### Dobles
Sergio Casal /  Emilio Sánchez vencen a  Carl-Uwe Steeb /  Michael Stich, 6–3, 3–6, 6–4